# Monteiasi
Monteiasi is een gemeente in de Italiaanse provincie Tarente (regio Apulië) en telt 5239 inwoners (31-12-2004). De oppervlakte bedraagt 9,3 km², de bevolkingsdichtheid is 563 inwoners per km².

## Demografie
Monteiasi telt ongeveer 1771 huishoudens. Het aantal inwoners daalde in de periode 1991-2001 met 1,8% volgens cijfers uit de tienjaarlijkse volkstellingen van ISTAT.
| Jaar | Inwoneraantal |
| ---- | ------------- |
| 1991 | 5295          |
| 2001 | 5199          |

## Geografie
Monteiasi grenst aan de volgende gemeenten: Carosino, Grottaglie, San Giorgio Ionico, Tarente.